# Вірасамі Рінгаду
Вірасамі Рінгаду(там. வீரசாமி ரிங்காடு, гінді सर वीरसम्य रिन्गदू, англ. Veerasamy Ringadoo, 20 жовтня 1920, Порт-Луї — 9 вересня 2000) — останній генерал-губернатор Маврикію (17 січня 1986 року по 12 березня 1992 року). Перший Президент Маврикію (12 березня 1992 по 30 червня 1992 року).

## Життєпис
Вірасамі Рінгаду народився 20 жовтня 1920 року в родині тамілів з Індії. У 1937 році був одним із засновників Ліги тамілів, а пізніше заснував журнал «Голос Таміла», метою якого була насамперед публікація кращих зразків Таміла літератури і творів сучасних тамільських письменників.
Поїхав до Великої Британії. Під час проживання в Лондоні наймав квартиру разом із майбутнім президентом Індії Кочерілом Раманом Нараянаном
В уряді прем'єр-міністра Сівусагур Рамгулама займав пост міністра фінансів Маврикія, у 1975 році Рінгаду був посвячений у лицарі. 17 січня 1986 року вступив на посаду генерал-губернатора Маврикію. У червні 1986 року став кавалером Великого хреста ордена Святого Михайла і Святого Георгія.
12 березня 1992 року після проголошення республіки, Рінгаду пішов з поста генерал-губернатора, і в той же день став першим президентом Маврикію. Обіймав цю посаду до 30 червня 1992 року, коли був замінений демократично обраним Кассема Утімом.
Бюст Вірасамі Рінгаду стоїть на Площі Зброї (La Place d'Armes), де також знаходиться Будинок уряду, в Порт-Луї.